# Eskymácko-aleutské jazyky
Eskymácko-aleutská jazyková rodina je skupina jazyků rozšířená především v Kanadě, Grónsku, na Aljašce, na Čukotce a na přilehlých ostrovech. Nejvýznamnějším jazykem této rodiny je bezpochyby inuitština a její dialekty, které jsou v některých regionech Kanady a v Grónsku uznávány i jako úřední jazyk.
Eskymácko-aleutské jazyky se do Ameriky pravděpodobně rozšířily v poslední předkoloniální vlně migrace přibližně před 4 000 lety ze Sibiře. Zde se také obvykle hledají spřízněné jazykové rodiny, nejčastěji čukotsko-kamčatské jazyky, se kterými bývají řazeny do skupiny tzv. paleoasijských jazyků.

## Dělení
- Aleutské jazyky – zhruba 420 mluvčích v několika přežívajících dialektech na Aleutských, Pribilovových a Komandorských ostrovech
- Eskymácké jazyky
  - Yupické jazyky
    - střední aljašská yup'ikština – zhruba 10 000 mluvčích
    - alutiiq – 400 mluvčích na jižní a jihozápadní Aljašce
    - sibiřská yupikština (yuitština) – čaplinština, asi 1400 mluvčích v oblasti Beringovy úžiny
    - naukanština – asi 100 mluvčích na Čukotce
    - sirenikština (†) – Čukotka [1]

  - inuitské jazyky (inuitština)
    - inupiaq – severní Aljaška, 3 500 mluvčích
    - inuvialuktun – západní Kanada, 750 mluvčích
    - inuktitut – východní Kanada, 40 000 mluvčích
    - grónština (kalaallisut) – Grónsko, 54 000 mluvčích